# 八千代公共育成牧場
42°44′15″N 142°58′21″E / 42.737471°N 142.972411°E
八千代公共育成牧場（簡稱八千代牧場）是位於日本北海道帶廣市八千代町的公營牧場，占地面積975.7公頃，於1982年開始營運，現在由帶廣市農業振興公社負責管理，由帶廣市農業技術中心（帶廣市農務部營農課）負責運作 。每年六月會在牧場內舉辦「八千代牧場祭」。
牧場內的動物主要為來自十勝地區各牧場委託寄養的乳牛及馬，在夏季時乳牛會多達1,600隻。

## 外部連結
- （日語） 八千代牧場